# Freddy Rincón
Freddy Eusebio Rincón Valencia (født 14. august 1966 i Buenaventura, død 13. april 2022) var en colombiansk fodboldspiller (midtbane) og senere -træner.
Rincóns karriere strakte sig over 19 år og bragte ham blandt andet til storklubber som Palmeiras og Corinthians i Brasilien, Real Madrid i Spanien og SSC Napoli i Italien. Han spillede også en årrække i hjemlandet, blandt andet for Independiente Santa Fe og América de Cali.
Hos América de Cali var Rincón med til at vinde to colombianske mesterskaber, mens han blev brasiliansk mester med både Corinthians og Palmeiras.
Rincón spillede desuden, mellem 1990 og 2001, 84 kampe for det colombianske landshold, hvori han scorede 17 mål. Hans første landskamp for colombianerne var en venskabskamp mod Uruguay 2. februar 1990, mens hans sidste optræden i landsholdstrøjen var en VM-kvalifikationskamp på udebane mod Argentina 3. juni 2001.
Han repræsenterede sit land ved tre VM-slutrunder, 1990 i Italien, 1994 i USA og 1998 i Frankrig. I alt nåede han at spille ni kampe ved de tre turneringer. Han var desuden to gange, i 1993 og 1995, med til at vinde bronze ved Copa América.
Rincón blev hårdt kvæstet i en trafikulykke i Cali 11. april 2022 og døde på hospitalet to dage senere.

## Titler
Categoria Primera A
- 1990 og 1992 med América de Cali

Campeonato Brasileiro de Futebol
- 1994 med Palmeiras
- 1998 og 1999 med Corinthians

Campeonato Paulista
- 1994 med Palmeiras
- 1999 med Corinthians

VM for klubhold
- 2000 med Corinthians